# Rapa Nui (película)
Rapa Nui es una película de 1994 dirigida por Kevin Reynolds y producida por Kevin Costner y Barrie M. Osborne, entre otros. La trama se basa en leyendas de la Isla de Pascua o Rapa Nui (en su idioma original), Chile, en particular la que se refiere a la "carrera por el huevo del manu tara" o Tangata Manu. Los detalles históricos son discutibles, pero el tema central - la destrucción de los bosques irremplazables de la isla - está bien autenticado.

## Reparto principal
- Jason Scott Lee - Noro
- Esai Morales - Make
- Sandrine Holt - Ramana
- Eru Potaka-Dewes - Ariki-mau
- Gordon Hatfield - Riro

## Argumento
La rivalidad entre las tribus conduce a un concurso para erigir una estatua enorme (moái) en un tiempo récord antes de tomar parte en la carrera para recuperar el huevo. La recompensa por ganar esta carrera es el gobierno político de la isla durante un año.

## Cuestiones de exactitud histórica
La película puede ser considerada como una historia condensada del colapso de la civilización de la Isla de Pascua, por ejemplo, la tribu debe talar todos los árboles que quedan para mover el moai a su sitio. Al final, Noro y Ramana intentan huir de la isla en una canoa especial, construida por el padre de Ramana.
La trama mezcla elementos de dos periodos - la era de los moai y el culto a Tangata manu o el "hombre pájaro". Si bien el conflicto entre los orejas largas y los orejas cortas fue real, se acabó mucho antes de que el culto a Tangata Manu comenzara.
El nombre Rapa Nui, de uso común, no ha sido el nombre nativo original (Rapa Nui fue nombrado por navegantes tahitianos del siglo XIX), que legendariamente ha sido Te Pito O Te Henua, "el ombligo de la Tierra", aunque hay otras alternativas.